# Moritz (Sachsen-Anhalt)
Moritz este o comună în Sachsen-Anhalt, Germania